# Chibuzor Okonkwo
Chibuzor Okonkwo, född den 16 december 1988 i Jos, Nigeria, är en nigeriansk fotbollsspelare. Vid fotbollsturneringen under OS 2008 i Peking deltog han det nigerianska U23-laget som tog silver. 